# Horseshoe Bend (Teksas)
Horseshoe Bend je naseljeno mjesto za statističke potrebe u američkoj saveznoj državi Teksas. Prema popisu stanovništva iz 2010. u njemu je živjelo 789 stanovnika.